# Издательство Массачусетского технологического института
Издательство Массачусетского технологического института (англ. MIT Press) — университетское издательство Массачусетского технологического института, расположенное в Кембридже (США, штат Массачусетс) и специализирующееся на выпуске изданий научного и технического профиля.

## История
В 1926 году Массачусетский технологический институт выпустил первую публикацию — курс лекций, прочитанных в институте М. Борном — под собственным логотипом. В 1932 году по инициативе Джеймса Киллиана было создано издательство «Technology Press», финансируемое MIT. В течение следующих пяти лет в издательстве увидели свет восемь публикаций.
С 1937 по 1962 год издательские и торговые функции «Technology Press» исполняло издательство «John Wiley & Sons». С 1962 года «MIT Press» существует под современным названием в качестве самостоятельного издательства.
В конце 1960-х годов был создан журнальный отдел издательства. Первыми журналами, выпуск которых был начат вскоре после создания отдела, стали «Journal of Interdisciplinary History» (1969) и «Linguistic Inquiry» (1970).
Издательство Массачусетского технологического института регулярно публикует более 30 журналов.